# 禁門之變
禁門之變（日语：／ Kinmon no Hen），是日本江戶時代末期元治元年（舊曆）7月19日（1864年8月20日）的事變，又稱蛤御門之變（日语：／）、元治之變（日语：／）。

## 背景及經過
1863年9月30日，八月十八日政變後，長州藩兵遭驅逐出京都。1864年7月8日（元治元年6月5日）爆發池田屋事件，長州藩士遭到新選組殺害。長州藩內，高杉晉作等慎重派主張慎重；而國司元相和來島又兵衛等激進派主張出兵。
最終，藉著「藩主冤罪向帝申訴」的名義，長州藩分三路進兵京都。國司元相和來島又兵衛集結部隊於京都天龍寺；真木保臣與久坂玄瑞集結部隊於山崎、天王山，福原越後集結部隊於伏見。
會津藩、桑名藩、越前藩、彥根藩及薩摩藩試圖阻止長州軍入京。1864年8月19日（元治元年7月18日），朝廷同意討伐長州。
來島隊進攻京都御所西側蛤御門附近，遭會津、薩摩二藩藩兵擊退，來島又兵衛受傷、切腹自盡。久坂玄瑞攻御所南側堺町御門，遭越前藩藩兵擊退，自裁。福原於伏見遭大垣藩、彥根藩藩兵擊敗。

## 結果
以真木保臣、久坂玄瑞為首等17人自裁。
長州藩戰敗，且因砲擊皇宮成為朝敵。事變後，以征討朝敵為由，德川幕府發動第一次長州征討。

## 註腳
1. ↑  平泉澄 <物語日本史> (下) P177

35°01′23.24″N 135°45′34.47″E / 35.0231222°N 135.7595750°E